# ターソブーン
ターソブーン（Tarso Voon）は、チャドのティベスティ州にある標高3,100mの成層火山である。ティベスティ山地の西部の中央に位置している。
山頂は、14 x 18 kmの広大で比較的平らなカルデラで占められている。第四紀の活発な火山活動の結果、北東部の側面の180度の円弧の内側に広範囲の玄武岩質の溶岩流が広がっている。北西部の近辺には、同じく標高3,100mの成層火山のエヒモスゴウ（Ehi Mosgau）がある。カルデラの周囲15から35kmの範囲には、火砕流の堆積物が見つかっている。山の地下は、先カンブリア時代の結晶片岩で構成されている。
よく知られているソボロム温泉原野は、ティベスティ山地で最大の温泉地である。ターソブーンの麓の西方向約5kmに位置している。活発な泥間欠泉と温泉は、医療目的のためにティベスティ山地に住む人々が訪れている。